# 9674 Slovenija
9674 Slovenija eller 1998 QU15 är en asteroid i huvudbältet som upptäcktes den 23 augusti 1998 av Črni Vrh-observatoriet i Kroatien. Den är uppkallad efter det europeiska landet Slovenien.
Asteroiden har en diameter på ungefär 4 kilometer.